# Ich reise allein
Ich reise allein (Originaltitel: Jeg reiser alene) ist ein norwegisches Filmdrama aus dem Jahr 2011 und die Fortsetzung von Der Mann, der Yngve liebte (2008). Im Jahr 2012 erschien ein dritter Teil (Originaltitel Kompani Orheim), der in Deutschland bisher nicht gezeigt wurde.

## Handlung
Der Film spielt im Jahr 1997 in Bergen (Norwegen). Der 25-jährige Jarle ist ein Literatur-Student mit vielen Partys und Alkohol. Eines Tages erhält er einen Brief, der ihn zum Vater von Charlotte Isabel Hansen, einem siebenjährigen Mädchen, erklärt. Darüber hinaus schreibt ihm die Mutter, welche er nur von einem One-Night-Stand kennt, dass sie nun lange genug auf das Mädchen aufgepasst habe. Jarle muss nun eine Woche das Kind hüten.
Gleichzeitig macht Jarles Freundin mit ihm Schluss, da sie sich in den Dozenten Robert verliebt hat. Jarle gibt Lotte daraufhin bei seiner Nachbarin ab, betrinkt sich, randaliert bei seiner Ex-Freundin und kehrt vollkommen betrunken und mitten in der Nacht zurück. Jarles Kommilitonen besitzen wesentlich mehr Einfühlungsvermögen für die fast Siebenjährige und rufen Jarles Mutter zu Hilfe. Sie unternimmt Ausflüge mit dem Mädchen und schließt ihre Enkelin schnell in ihr Herz. Auch Jarle entwickelt allmählich Verständnis für die Bedürfnisse des sentimentalen Mädchens. Pünktlich zu Lottes siebentem Geburtstag erscheint auch wieder Lottes Mutter Anette auf der Bildfläche. Alle gemeinsam feiern eine Kostümparty, bei der sich Anette und Jarle sogar näher kommen. Bei Lottes Abreise sieht sich Jarle nun in der Verantwortung, seine Vaterrolle ernst zu nehmen. Er will den Kontakt zu Anette und Lotte aufrechterhalten.

## Hintergrund
Mit Musik von The Pixies, The Sundays, Pulp und der schwedischen Band Bob Hund wird die Stimmung der Handlungszeit passend untermalt. Als DVD wurde der Film am 24. August 2012 veröffentlicht.

## Kritiken
Lutz Granert schrieb bei critic.de: „Ein umtriebiger Partylöwe muss unverhofft Vaterpflichten erfüllen. Das klingt wenig originell, doch die norwegische Tragikomödie spart nicht mit Überraschungen und Seitenhieben auf die Biografie von Marcel Proust.“ „Mit dem Adoleszenz-Prozess der Hauptfigur geht […] auch ein Selbstfindungs-Trip einher, der Stück für Stück die Realität der vergeistigten Welt rund um den Elfenbeinturm einer Universität demontiert und in einem unspektakulären, aber umso mehr berührenden Finale kulminiert.“
Kino.de wertete: Ich reise allein ist „Eine liebenswerte norwegische Tragikomödie mit lebendig gezeichneten Charakteren und leicht märchenhaftem Plot.“ Es ist eine „feinfühlige Studie voller Zwischentöne, sanfter Feel-Good-Tendenz und so vielen anrührenden menschlichen Momenten auf einem Niveau, dass jeder Connaisseur vergnügt mit der Zunge schnalzen wird.“
Hans-Jörg Rother von der FAZ urteilte: „Komische Käuze sind im norwegischen Film gern gefragt. Mit liebevoller Geste werden sie von ihrem Außenseiterposten in die Gesellschaft zurückgeholt, ohne ihnen das Recht auf Anderssein zu nehmen. Der Witz besteht vor allem im feinen Ziselieren eines Charakters, dessen eigenbrötlerische Verschrobenheit als eine spezielle Facette des Menschseins hingenommen wird.“